# 1224
1224 (MCCXXIV) fue un año bisiesto comenzado en lunes del calendario juliano.

## Acontecimientos
- San Francisco de Asís (Giovanni Francesco Bernardone) recibe los estigmas.
- Introducción de la máquina de hilar en Francia e Italia
- 30 de abril - Fernando III y Rodrigo Rodríguez de Girón, conde de Saldaña y Carrión firman el Fuero de Agüero (Buenavista de Valdavia).
- 15 de junio: Un nuevo ciclo del calendario maya, el decimoprimer baktún mismo que finalizó el 17 de septiembre de 1618 en nuestro calendario gregoriano, el 18 de septiembre de ese año dio paso al decimosegundo baktún.

## Nacimientos
- Tomas de Aquino

## Fallecimientos
- 1 de junio, Yusuf II al-Mustansir, califa de los Almohades